# Cefdinir
Il  cefdinir  è un agente battericida facente parte delle cefalosporine di terza generazione.

## Indicazioni
Viene utilizzato come terapia contro innumerevoli agenti batterici, fra cui il Haemophilus influenzae, Haemophilus parainfluenzae, Pasteurella multocida e Proteus mirabilis.

## Controindicazioni
Sconsigliato in soggetti con insufficienza renale, da evitare in caso di gravidanza,  ipersensibilità nota al farmaco o in casi di allergia alle penicilline e presenza di colite o di attacchi epilettici.

## Effetti indesiderati
Fra gli effetti collaterali più frequenti si riscontrano rash cutaneo, vomito, vertigini, insonnia, cefalea, nausea, diarrea trombocitosi.